# Nebřehovice
Nebřehovice (en allemand : Nebrehowit) zest une commune du district de Strakonice, dans la région de Bohême-du-Sud, en République tchèque. Sa population s'élevait à 157 habitants en 2020.

## Géographie
Nebřehovice se trouve à 5 km au sud-est du centre de Strakonice, à 48 km au nord-ouest de České Budějovice et à 100 km au sud-sud-ouest de Prague.
La commune est limitée par Strakonice au nord, par Čejetice et Jinín à l'est, par Miloňovice au sud et par Radošovice à l'ouest.

## Histoire
La première mention écrite du village date de 1253.